# Wilhelmitenkloster Witzenhausen

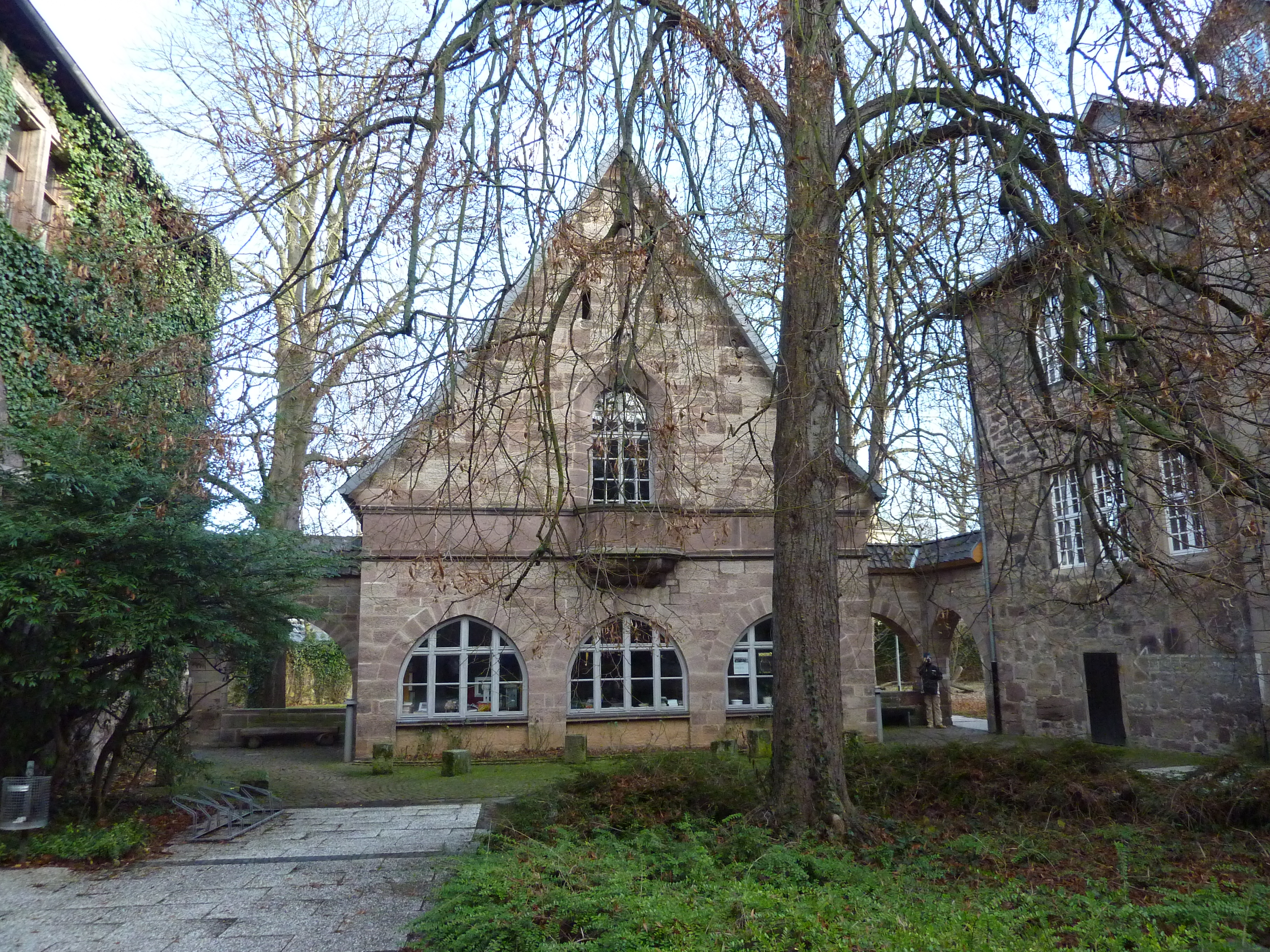
Wilhelmitenkloster Witzenhausen

Das Wilhelmitenkloster Witzenhausen war von 1275 bis 1291 ein Kloster der Zisterzienserinnen und von 1291 bis 1528 der Wilhelmiten in Witzenhausen in Hessen.

## Geschichte
Nonnen des Klosters Anrode gründeten 1275 vor den Toren von Witzenhausen (heute: Steinstraße) das Kloster Sankt Nikolaus, das aber nur bis 1291 bestand. Dann folgten Wilhelmiten nach, die 1358 den Standort des Klosters ins Stadtinnere verlegten. Das gotische Wilhelmiten-Kloster ist in der Steinstraße noch mit Kapitelsaal, Kirchenportal und Refektorium erhalten. Es dient heute der Agrarwissenschaftlichen Fakultät der Universität Kassel.

### Handbuchliteratur
- Gereon Christoph Maria Becking: Zisterzienserklöster in Europa, Kartensammlung. Lukas Verlag, Berlin 2000, ISBN 3-931836-44-4, S. 54 B.
- Bernard Peugniez: Guide Routier de l’Europe Cistercienne. Editions du Signe, Straßburg 2012, S. 551.
- Peter Pfister: Klosterführer aller Zisterzienserklöster im deutschsprachigen Raum. 2. Auflage, Kunstverlag Josef Fink, Lindenberg 1998, S. 219.